# Our Songs
Our Songs е осмият студиен албум на американската певица Анастейша. Излиза 22 септември 2023. От него излизат пет сингъла – Best Days, Supergirl, Now or Never, Just You и Highs & Lows.

## Списък с песните

### Стандартно издание
1. Best Days – 4:32
2. Now or Never – 3:18
3. Beautiful – 3:20
4. Still Loving You – 5:33
5. Monsoon – 3:58
6. Born to Live – 3:28
7. Cello – 3:30
8. Just You (с Питър Маффей)	– 4:40
9. Symphony – 4:50
10. Supergirl – 4:03
11. Forever Young – 3:17
12. An Angel – 3:53

### Златно делукс издание
1. Highs and Lows – 3:54
2. Control – 3:55
3. Rooftop – 3:18